# Cooper T66
Chronologie des modèles (1963)
Cooper T60 Cooper T73
La Cooper T66, évolution de la T60 de 1962, est une monoplace engagée en Formule 1 en 1963. Apparue lors du Glover Trophy à Goodwood (hors championnat), elle y effectue des débuts encourageants aux mains de Bruce McLaren qui termine à la seconde place derrière la Lotus d'Innes Ireland. Utilisée toute la saison 1963 par l'équipe officielle, la T66 ne remportera cependant aucune course. À son volant, McLaren terminera à la deuxième place du Grand Prix de Belgique derrière Jim Clark, qui restera sa meilleure performance du championnat 1963. Son coéquipier Tony Maggs se classera quant à lui deuxième du Grand Prix de France. L'écurie privée de Rob Walker fera également courir une T66 au cours de la saison 1963, aux mains de Joakim Bonnier. L'usine utilisera à nouveau la T66 au début de l'année 1964, avant l'entrée en scène de sa remplaçante T73.